# Verbum Domini

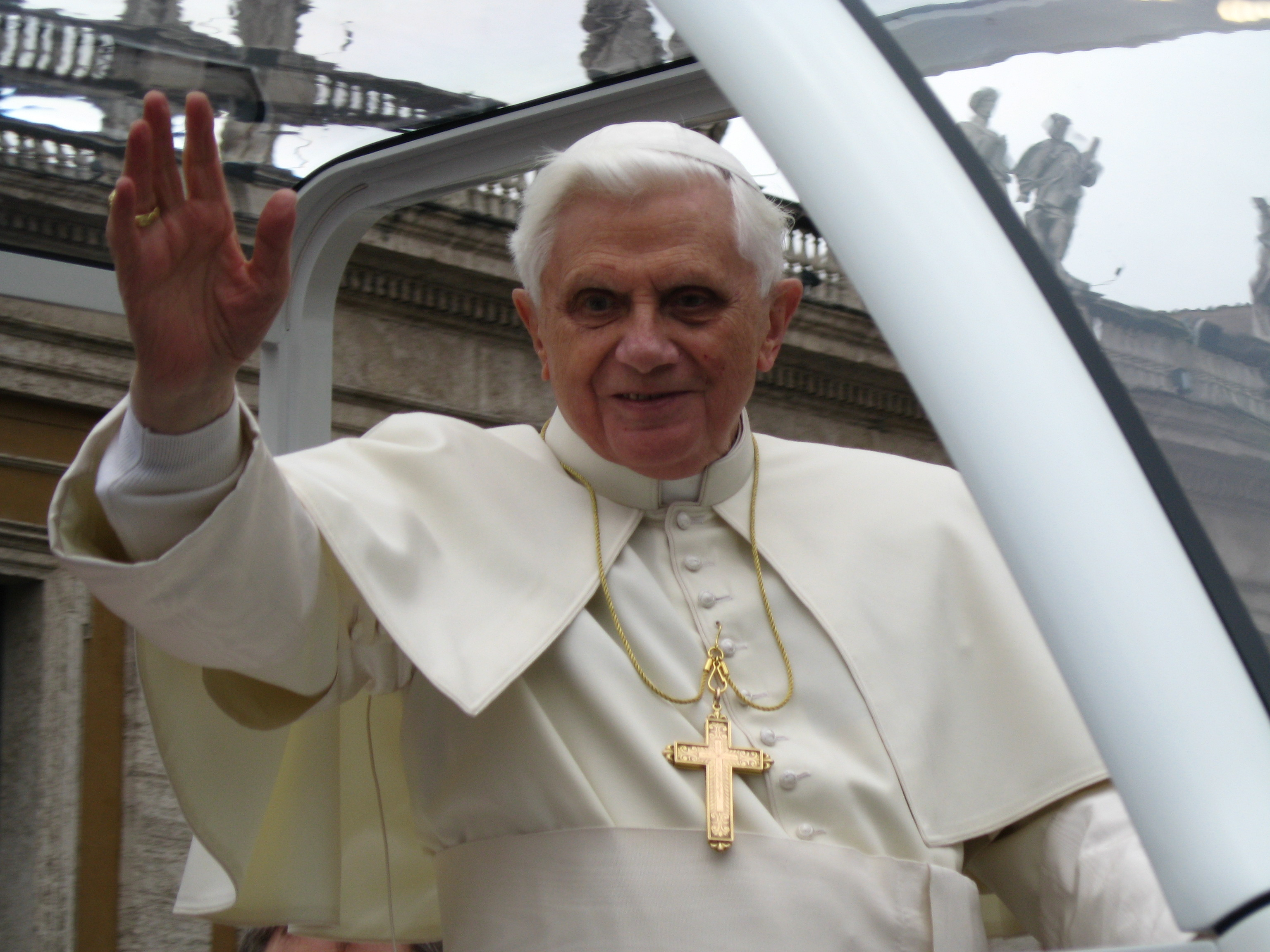
Benedicto XVI.

Verbum Domini es un exhortación apostólica del papa Benedicto XVI, que reúne las propuestas del XII Asamblea General Ordinaria del Sínodo de Obispos, celebrado en octubre de 2008 con el tema «La Palabra de Dios en la vida y misión de la Iglesia». Fue firmada el día 30 de septiembre de 2010 y presentada el 11 de noviembre por el Card. Marc Ouellet, P.S.S, Prefecto de la Congregación para los Obispos y relator general de aquel Sínodo; Mons. Gianfranco Ravasi, Presidente del Pontificio Consejo para la Cultura; Mons. Nikola Eterovic, Secretario General del Sínodo de los Obispos y Mons. Fortunato Frezza, Subsecretario del Sínodo de los Obispos. Fue publicada en latín, italiano, inglés, francés, español, alemán, portugués y polaco.

VERBUM DOMINI manet in aeternum. Hoc est autem verbum, quod evangelizatum est in vos
La Palabra del Señor permanece para siempre. Y esa palabra es el Evangelio que os anunciamos
1 P 1,25: cf. Is 40,8

## Estructura
Introducción
Primera parte: Verbum Dei
- El Dios que habla
- La respuesta del hombre al Dios que habla
- La hermenéutica de la Sagrada Escritura en la Iglesia

 Segunda parte: Verbum in Ecclesia
- La Palabra de Dios y la Iglesia
- La Liturgia, lugar privilegiado de Dios
- La Palabra de Dios en la vida eclesial

Tercera parte: Verbum Mundo
- La misión de la Iglesia: anunciar la Palabra de Dios al mundo
- Palabra de Dios y compromiso en el mundo
- Palabra de Dios y culturas
- Palabra de Dios y diálogo interreligioso

Conclusión